# Kibet Boit
Kibet Boit (* 1934) ist ein ehemaliger kenianischer Sprinter.
1954 erreichte er bei den British Empire and Commonwealth Games in Vancouver über 440 Yards das Halbfinale und kam mit der kenianischen 4-mal-440-Yards-Stafette auf den vierten Platz.
Bei den Olympischen Spielen 1956 in Melbourne gelangte er über 400 m ins Viertelfinale und schied in der 4-mal-400-Meter-Staffel in der ersten Runde aus.
1958 erreichte er bei den British Empire and Commonwealth Games in Cardiff über 440 Yards erneut das Halbfinale und belegte mit der kenianischen 4-mal-440-Yards-Stafette den sechsten Platz. Über 100 Yards und mit der kenianischen 4-mal-110-Yards-Stafette scheiterte er im Vorlauf. 